# ميكي ريفرز
ميكي ريفرز (بالإنجليزية: Mickey Rivers)‏ هو لاعب كرة قاعدة أمريكي، ولد في 31 أكتوبر 1948 في ميامي في الولايات المتحدة.

## وصلات خارجية
- الموقع الرسمي
- ميكي ريفرز على موقع دوري كرة القاعدة الرئيسي (الإنجليزية)
- ميكي ريفرز على موقعبيزبول رفرنس.كوم (الدوري الرئيسي) (الإنجليزية)
- ميكي ريفرز على موقعبيزبول رفرنس.كوم (الدوري الثانوي) (الإنجليزية)
- ميكي ريفرز على موقع إي إس بي إن.كوم (أم.أل.بي) (الإنجليزية)
- ميكي ريفرز على موقع مشجعي الرسوم البيانية (الإنجليزية)